# المعتصم (ناحية)
ناحية المعتصم وهي ناحية عراقية، إداريا تابعة إلى قضاء سامراء في محافظة صلاح الدين الواقعة شمال مدينة بغداد، وتقع ناحية المعتصم جنوب شرق سامراء بمسافة 22 كم.

## التسمية
كانت في بداية القرن الماضي قصبة أو قرية صغيرة تابعة إلى مدينة سامراء في العراق وسميت بأسماء عدة منها الطريشة وسميت الشيخ رياح نسبة إلى هاتين المنطقتين الموجودتين حاليا فيها، وسميت الصعيوية نسبة إلى منطقة الصعيوية.
وبعد استحداث محافظة صلاح الدين ضمت مجموعة من الأقضية والنواحي إليها واستحدثت وحدات إدارية جديدة طبقا للتقسيم الإداري الحديث، وفي 26 يونيو حزيران 1976 م استحدثت هذه الناحية وجعلت وحدة إدارية تابعة لقضاء سامراء باسم (ناحية المعتصم) تيمناً بالخليفة العباسي المعتصم بالله باني مدينة سامراء.
أسس الأهالي أول مدرسة ابتدائية فيها سنة 1943 م سميت مدرسة الطريشة قرب قلعة رشيد الجميل في مركز الناحية الحالي، وفي سنة 1947 م أسس الشيخ حسين المطر شيخ عشيرة البو اسود ثاني مدرسة في منطقة الصعيوية باسم مدرسة الحسينية. أسست الحكومة أول مركز صحي فيها سنة 1969 م ولازال باقياً إلى اليوم ولم تجُرَ عليه سوى قليل من التوسع والصيانة.

## الموقع
تقع ناحية المعتصم جنوب شرق سامراء بمسافة 22 كم على الطريق العام ومطلة على الضفة اليسرى لنهر دجلة، يحدها من الشرق ناحية الضلوعية ومن الجنوب ناحية الاسحاقي ومن الشمال والغرب مدينة سامراء.
يبلغ عدد نفوسها حوالي 28 الف نسمة ومساحتها الإجمالية 400 كم2. عدد المدارس فيها 13 مدرسة ابتدائية ومدرستين ثانوية للبنين ومدرسة ثانوية للبنات، وعدد الجوامع فيها 11 جامع ومسجد. أغلب سكانها يمتهن الزراعة وتربية الحيوانات حيث تمد سامراء بعدد من المحاصيل وفي مختلف فصول السنة وتنتشر فيها حقول الدواجن التي تربي دجاج "اللحم" وإنتاج البيض وفيها أكثر من 150 بحيرة صناعية لتربية الاسماك.

## الحدود
شمالا – ابتداء من نقطة (أ) الواقعة على الطريق العام (سامراء – الضلوعية) ويتجه بأتجاه الشمال الغربي وبمسافة 370 م حتى نقطة (ب).
غربا – من نقطة (ب) وبأتجاه الجنوب الغربي وبمحاذاة نهر دجلة وبمسافة 565م إلى نقطة (ج) الواقعة على نهر دجلة.
جنوبا – من نقطة (ج) الواقعة على نهر دجلة قرب البستان ويسير بأتجاه الجنوب الشرقي بمحاذاة الشارع (داخل) المار أمام البستان وحتى نقطة (د) الواقعة على الشارع العام (سامراء – الضلوعية).
شرقا – من نقطة (د) وبمحاذاة الشارع العام (سامراء – الضلوعية) وبمسافة 390م وحتى نقطة (هـ) ومن ثم يمر بالنقاط (و. ز. ح) ومن (ح) وبمسافة 40م حتى يلتقي بالنقطة (أ)."

## المناطق الأثرية والتراثية
لكون ناحية المعتصم تتبع لقضاء سامراء فأننا نرى أنها تزخر بتاريخ وتراث كبيرين لأن المنطقة تقع على مجرى نهر دجلة ومنذ قديم الزمان كانت تأهل بالسكان والمزارعين، فنرى أن تل الصوان أكبر دليل على ذلك
يقع تل الصوان (1)، قرب النصب المعروف بالقائم على الضفة الشرقية لنهر دجلة،
جنوبي مدينة سامراء على مسافة أحد عشر كيلومتر، وأن البقايا الآثرية للموقع تؤلف تلاً بيضوي الشكل تقريباً طوله من الشمال إلى الجنوب 230 متراً وعرضه من الشرق إلى الغرب 110 أمتار ولايزيد ارتفاعه عن ثلاثة أمتار ونصف عند أعلى بقعة على السطح
أن أول من التفت إلى الطبيعة الآثرية لتل الصوان هو عالم الآثار الألماني ارنست هرتسفيلد الذي كان ينقب في اطلال سامراء الإسلامية في مطلع هذا القرن (1912-1914م) ثم قامت المديرية العامة للآثار في عام 1949 بالإعلان عن أثريته وميزّت نوعية الملتقطات المنتشرة على سطحه وثبت أزمانها الحضارية. وفي
أوائل عام 1964 قررت المديرية المذكورة إجراء تنقيبات علمية شاملة فيه وكان وراء ذلك القرار أمران:
- أولهما وقوع تل الصوان في وسط العراق جعل التفكير يتجه إلى احتمال الكشف في طياته عن دلائل أثرية تلقي الضوء على نوع من الارتباط الحضاري بين شمالي وجنوبي بلاد الرافدين في النصف الثاني من الألف السادس قبل الميلاد، حين بدأ العراقي القديم ينحدر إلى منطقة السهول الغرينية في وسط وجنوبي وادي الرافدين لتأسيس أولى القرى الزراعية هناك.[6]
- ثانيهما: أن كل ما كنا نعرفه عن المرحلة المسماة بطور سامراء لما قبل التاريخ (في أواخر الألف السادس قبل الميلاد) هي فخارياتها المميزة التي كشف عنها هر تسفيلد الأول مرة في قبور من هذه الفترة في مكان ما أسفل قصر الخليفة في سامراء. وقد كنا نجهل الشيء الكثير عن عناصر ومقومات أخرى لتلك المرحلة الحضارية، وكان أملنا كبيراً بالعثور هنا على قرية من هذا الطور بأبنيتها وآثارها الأخرى توضح لنا جوانب كثيرة وهامة من تاريخ العراق القديم في النصف الثاني من العصر الحجري الحديث، وبداية ما يسمى بالعصر الحجري- المعدني. وكان معظم ما توقعناه صحيحاً. فبالإضافة إلى ما أظهرته نتائج تنقيبات الموسم الأول (17 شباط-20 ايار 1964)والمواسم الأربعة التالية (انجزنا تنقيبات الموسم الخامس بين المدة 25 تشرين الثاني 1967 لغاية 25 كانون الثاني 1968) من نتائج حضارية ألقت الضوء على جوانب كثيرة من هذين السؤالين، فأنها كشفت ولأول مرة عن لقى وبقايا أثرية تفوق كثيراً ما كان يدور بمخيلتنا ومخيلة المشتغلين بهذا الحقل في الخارج)[6]

حضارة سامراء (5500-4800 ق م) تم العثور عليها في الموقع الغني في تل الصوان حيث تم العثور على دلائل لزراعة الكتان مما يثبت وجود ثقافة مستقرة وتركيب اجتماعي منظم لدرجة عالية. تتميز هذه الحضارة بشكل رئيسي بالاواني الرخام المنقوشة بشكل دقيق على خلفيات سوداء بفعل وضعها بالافران، واشكال دقيقة لحيوانات وطيور واشكال هندسية. ان هذا الطراز المنتشر من الرخام.. وهو من اوائل الطرز المنتشرة على مساحة واسعة من شرق دجلة تم اكتشافه أول مرة في سامراء. ان حضارة سامراء كانت الحضارة السباقة في فترة عبيد من حضارة وادي الرافدين.
ونجد في مناطق متفرقة من الناحية الكثير من القرى الاثرية التي كانت مأهولة في زمن الحكم العباسي التي تسمى حاليا (بالخرابة أو الخريبة)
ونجد آثار المشاريع التي حفرت في الزمن العباسي وما بعده فضلا عن الكثير من الاماكن الاثرية التي لم يتم التنقيب عنها.
وتراث الناحية زاخر بالاحداث حيث نجد خان الصعيوية الذي يقع في مدخل منطقة الصعيوية التابعة للناحية ويعود تاريخ انشاءه إلى سنة 1750 ميلادية وهو واحد من الخانات التي تقع على الطريق المؤدي من شرق العراق إلى مدينة سامراء لاستراحة الزائرين والوافدين إلى سامراء من بلاد الشرق وهوعبارة عن بناء مستطيل الشكل بطول 50 مترا وعرض 30 مترا ومن خلال تصميمه وبنائه كان يراعى فيه مختلف الضمانات لراحة المسافرين من توفير غرف للنوم والحمامات واماكن ايواء حيواناتهم وامتعتهم وبضائعهم بالإضافة إلى وجود مصلى وبئر داخل كل خان يحتوي على ممرين طول الممر 50 مترا تقريبا ويحتوي الممر على اثني عشسر بوابات وغرف داخلية مفتوحة باتجاه الممر بباب عرضه ثلاثة امتار وبارتفاع مترين ونصف بمنحنيات من الجانبين براس مدبب من الاعلى على غرار البناء العباسي الإسلامي والممر مسقف من الاعلى بخمسة عشر قبة ضحلة الارتفاع بحيث يمكن استخدام السطح العلوي للمنام اثناء فصل الصيف ترتفع جدران الخان عن مستوى سطح الأرض بخمسة امتار تقريبا وسمك الجدار مترا واحدا تقريبا ويتكون الخان من طابق ارضي واحد وبوابة تتكون من طابقين مفتوحين باتجاه الجنوب عرض البوابة خمسة امتار وارتفاع أربعة امتار تقريبا لكل بوابة انحناء بارتفاع أربعة أمتار منحنية من الأعلى إلى الداخل لتلتقي بانحناء الجهة ألمقابله بنقطة الالتقاء في وسط البوابة يتخلل البوابة الرئيسية باب داخلي أيضا بارتفاع ثلاثة أمتار بارتفاع شبه مقوس من الأعلى كذلك يتخلل البوابة الرئيسية سلم من كل جهه على هيئة دهليز صاعد إلى الاعلى خان الصعيوية في ناحية المعتصم العباسية ذات النقوش الجميلة حيث توجد فيه اثلاث اواوين طول احداها 50 مترا وبارتفاع 4 امتار تتخللها ابواب داخلية مقوسه بعرض ثلاثة امتار وبارتفاع مترين وربع يحتوي كل ايوان على 15 بابا داخليا على هيئة دكاكين داخلية مبنية بالطابوق الفرشي المعروف في بناء العباسيين في سامراء وبأشكال بارعة في البناء والتصميم العمراني المعروف ومسقف بنفس الطابوق على شكل اقواس وباحة الخان من الداخل خالية تماما من البناء وللخان بوابة كبيرة تتكون من طابقين مبنية من نفس الطابوق المستخدم في بناء جدران الخان من الداخل والخارج وتحتوي على سلمين مبنية من الطابوق بعرض 1 متر وبطول 4متر تقريبا على شكل دهليز صاعد إلى الاعلى ينتهي إلى سطح الخان من الاعلى يبلغ ارتفاع البوابة 6 أمتار تقريبا لها مدخل رئيسي مقوس.
فضلاً عن بيوتات السكان الاصليين للناحية المبنية من الطين ومسقفة بالقصب التي نراها شامخة منذ 150 أو 200 سنة.

## المنشآت في ناحية المعتصم

### الدوائر الحكومية
1. مديرية ناحية المعتصم أسست عام 1976
2. مديرية بلدية المعتصم أسست عام 1980
3. المجلس المحلي في ناحية المعتصم أسس عام 2003
4. مديرية شرطة المعتصم أسست عام 2008
5. مركز شرطة المعتصم أسس عام 1976
6. شعبة زراعة المعتصم اسست عام 2009
7. المستوصف الصحي في المعتصم أسس عام 1969
8. المستوصف البيطري في المعتصم أسس عام 1980

### مساجد وجوامع
بما ان اهالي ناحية المعتصم يعتنقون الدين الإسلامي ولاتوجد فيها غير ديانة أخرى فقد اهتموا بهذا الجانب فأخذوا بانشاء عدد كبير من الجوامع والمساجد وفي جميع قرى وقصبات الناحية وحسب المناطق وكما مبين ادناه.
1. جامع ال البيت في منطقة الجالسية
2. جامع عثمان بن عفان في منطقة بنات الحسن
3. جامع الهدى في منطقة بنات الحسن
4. جامع الفرقان في منطقة البوحبيب
5. جامع الشيخ رياح في منطقة الشيخ رياح
6. جامع الشهيد احمد هلال في قرية البوطعمة
7. جامع الهادي في منطقة الصعيوية
8. جامع النورالمحمدي في منطقة الصعيوية
9. جامع ابي عبيدة في مركز الناحية
10. جامع الرشيد في مركز الناحية
11. جامع الحق في قرية البوشطب
12. جامع الهداية في القرية العصرية 1 حزيران
13. جامع طارق بن زياد في منطقة الصعيوية

### مشاريع ومحطات تصفية الماء الصالح للشرب
بالنظر لارتفاع الكثافة السكانية للقرى والارياف التابعة لناحية المعتصم ولبعدها عن مجرى نهر دجلة ولمواكبة التطور الحاصل في كافة مجالات الحياة ومنها قطاع الماء فقد كان لناحية المعتصم نصيب كبير في نصب عدد كبير من محطات ومشاريع تصفية الماء الصالح للشرب موزعه بشكل متناسب في جميعه قرى ومناطق الناحية وكما مؤشر ازاء كل محطة ومنطقه:
01 مشروع ماء بنات الحسن في منطقة بنات الحسن
02 مشروع ماء البوداحي في منطقة بنات الحسن
03 مشروع ماء الصعيوية رقم 1 في منطقة الصعيوية
03 مشروع ماء الصعيوية رقم 2 في منطقة الصعيوية
04 مشروع ماء الخان في منطقة الصعيوية
05 مشروع ماء حليحل وسالم في حويجة حليحل وسالم
06 مشروع ماء الشيخ ارياح في منطقة الشيخ ارياح / متوقفة عن العمل لغرض الصيانة
07 مشروع ماء المعتصم في مركز الناحية
08 مشروع ماء البوجراد في منطقة الطريشه
09 مشروع ماء الطريشة في منطقة الطريشة
010 مشروع ماء الطريشة رقم 6 / متوقف عن العمل لغرض الصيانة
011 منظومة تنقية الماء بالطاقة الشمسية في منطقة الشيخ ارياح
012 منظومة تنقية الماء بالطاقة الشمسية في مركز الناحية / لم يتم تشغيلها

### محطات الوقود
توجد في ناحية المعتصم ثلاث محطات اهلية للوقود تقدم خدماتها لعموم اهالي ناحية المعتصم والمناطق المجاورة حيث تقوم بتوفير المشتقات النفطية ومنها (الكاز والنفط والبنزين)وهي:
01 محطة وقود معالي الامارة
02 محطة وقود العميشي
03 محطة وقود المعتصم
04 محطة وقود الإيهاب.
ويوجد 2 محطات للوقود تنتظر إصدار موافقات إصدار النفط لغرض فتحها.